# Бёмова щурка
Бёмова щурка (лат. Merops boehmi) — птица из семейства щурковых. Названа в честь немецкого зоолога и исследователя Рихарда Бёма (1854—1884).

## Описание
Бёмова щурка достигает длины 17 см, масса составляет примерно 20 г. Крылья, а также спина и брюхо зеленоватые. Хвост, клюв и глазная полоса чёрные, горло и лоб буро-красноватые. Радужная оболочка и ноги коричневые. Самец и самка выглядят похоже.

## Распространение
Бёмова щурка распространена от Центральной и Восточной до Южной Африки. Среда обитания — это более светлые и густые леса в южной и экваториальной Африке, прежде всего, с деревьями мопане. Она обитает в Демократической республике Конго, Малави, Мозамбике, Танзании и Замбии.

## Питание
Питание бёмовой щурки состоит из насекомых, таких как бабочки, пчёлы и осы, саранча и муравьи. Птицы ловят и съедают их в полёте или измельчают их в защищённом месте.